# Вулиці Хмільника
У статті наведено перелік вулиць міста Хмільник Вінницької області.

### 0—9
- 1 травня вул.
- 1 травня провул.
- 9 січня вул.
- 18 армія вул.
- 71 стрілецької дивізії вул.
- 276 стрілецької дивізії вул.

### А
- Абрикосова вул.
- Автодромна вул.

### Б
- Бистрицького вул.
- Богуна І. вул.
- Богуна І. 1-й провул.
- Богуна І. 2-й провул.
- Бондарчук вул.
- Будівельників вул.

### В
- Вавілова вул.
- Ватутіна вул.
- Вербівська вул.
- Михайла Вербицького вул.
- Вернацького провул.
- Визволення вул.
- Виноградна вул.
- Вишнева вул.
- Вишневецького вул.
- Вінницька вул.
- Волошкова вул.
- Волочаїська вул.
- Вугринівська вул.
- Вугринівський 1-й провул.
- Вугринівський 2-й провул.
- Вугринівський 3-й провул.
- Вугринівський 4-й провул.
- Вузькоколійна вул.

### Г
- Гагаріна Ю. вул.
- Гайдамацька вул.
- Гайдамацький пров.
- Гарнізонна вул.
- Гарасимчука вул.
- Героїв Крут вул.
- Героїв Крут пров.
- Глібова вул.
- Глушкова вул.
- Гоголя вул.
- Гонти вул.
- Гончара О. вул.
- Грушевського вул.

### Д
- Декабристів вул.
- Декабристів про вул.
- Джерельна вул.
- Довженка вул.
- Дружби пров.

### Е
- Елеваторна вул.
- Електриків вул.
- Ентузіастів вул.

### З
- Залізнична вул..
- Запорізького Козацтва вул.
- Затишна вул.
- Західна вул.
- Збанацького Ю. вул.
- Зелена вул.

### І
- Володимира Івасюка вул.
- Володимира Івасюка провул.
- Індустріальна вул.

### К
- Калинова вул.
- Калиновий провул.
- Кар'єрна вул.
- Кармалюка У. вул.
- Карацька вул.
- Карпенка-Карого вул.
- Квітнева вул.
- Коцюбинської О. вул.
- Колійна вул.
- Комарова вул.
- Космодемянська З. вул.
- Котика В. вул.
- Котляревського І. вул.
- Котляревського пров.
- Коцюбинського М. вул.
- Коцюбинського М. провул.
- Коцюбинського М. проїзд
- Кошового О. вул.
- Крутнівська вул.
- Курортна вул.
- Кутузова М. вул.
- Кутузова М. провул.

### Л
- Левадна вул.
- Лелітська вул.
- Лермонтова М. вул.
- Лермонтова М. провул.
- Лесі Українки вул.
- Липова вул..
- Лисенка вул.
- Лисенка провул.
- Літописна вул.
- Лугова вул

### М
- Магістральний провул.
- Мазепа І. вул.
- Мазурівська вул.
- Меліновського вул.
- Меморіальна вул.
- Марка Вовчка вул.
- Марка Вовчка провул.
- Маяковського вул.
- Маяковського провул.
- Миру вулиця
- Мічуріна вул.
- Молодіжна вул.
- Монастирська вул.
- Монастирський 1-й провул.
- Монастирський 2-й провул.
- Монастирський 3-й провул.
- Сергія Муравського вул.

### Н
- Набережна вул.
- Нагірна вул.
- Надрічна вул.
- Небесної Сотні вул.
- Нахімова вул.
- Незалежності вул.
- Некрасова вул.
- Некрасова провул.
- Неспосудного вул.
- Нечая Д. вул.
- Новоміська вул.
- Новоселів вул.

### О
- Озерна вул.
- Озерянська вул.
- Олійника Б. вул.
- Освіти вул.
- Остапа Вишні вул.

### П
- Панаса Мирного вул.
- Паркова вул.
- Перемоги вул.
- Пирогова вул.
- Пирогова провул.
- Південнобузька вул.
- Північна вул.
- Подільська вул.
- Поліна вул.
- Полтавська вул.
- Польова вул.
- Порика вул.
- Привокзальна вул.
- Пушкіна вул.
- Пушкіна 1-й провул.
- Пушкіна 2-й провул.

### Р
- Ратушної Л. вул.
- Михайла Рачка вул.
- Рильського М. вул.
- Ринкова вул.
- Ринковий провул.
- Робітнича вул.
- Руданського вул.

### С
- Сагайдачного вул.
- Садова вул.
- Садовського вул.
- Свободи просп.
- Свято-Покровська вул.
- Свято-Троїцька вул.
- Сидориська вул.
- Сиротюка вул.
- Ігоря Сікорського вул.
- Січових Стрільців вул.
- Сковороди вул.
- Слобідська вул.
- Слобідський провул.
- Соборності вул.
- Соборності провул.
- Соколівська вул.
- Сонячна вул.
- Соснова вул.
- Станційна вул.
- Староміська вул.
- Старосидориська вул.
- Старосидориський 1-й провул.
- Старосидориський 2-й провул.
- Стельмаха вул.
- Столярчука вул.
- Стуса В. вул.
- Суворова О. вул.
- Східна вул.
- Сьомака вул.

### Т
- Тичини П. вул.
- Тімірязєва вул.
- Тімірязєва провул.
- Трипільська вул.
- Трипільський провул.
- Травневий провул.
- Тургенєва С. провул.

### Ф
- Франка І. вул.
- Франка І. провул.

### Х
- Хмельницького Б. вул.
- Хмельницького Б. провул.

### Ц
- Цицурова вул.

### Ч
- Чайкіної Л. вул.
- Чайковського П. вул.
- Чайковського П. 1-й провул.
- Чайковського П. 1-й провул.
- Черешнева вул.
- Чкалова В. вул.
- Павла Чубинського провул.

### Ш
- Шевченка Т. вул.
- Шолом-Алейхема вул.

### Щ
- Щусєва вул.